# Hypocala affinis
Hypocala affinis är en fjärilsart som beskrevs av Rothschild 1916. Hypocala affinis ingår i släktet Hypocala och familjen nattflyn. Inga underarter finns listade i Catalogue of Life.